# Time (часопис)
Тајм (енгл. Time) недељни је амерички часопис и новинска веб страница објављена и са седиштем у Њујорку. Деценијама је излазио недељно, али је до 2021. прешао на двонедељна издања. Први пут је објављен у Њујорку 3. марта 1923. године, а годинама га је водио његов утицајни саоснивач Хенри Лус. Европско издање (Тајм Европа) излази у Лондону и дистрибуира се по Блиском истоку и Африци, а од 2003. и Латинској Америци. Азијско издање (Тајм Азија) има седиште у Хонгконгу. Средиште канадског издања је у Торонту. Јужнопацифичко издање, које покрива Аустралију, Нови Зеланд и пацифичка острва, има седиште у Сиднеју.
Према подацима из 2012, Тајм је имао тираж од 3,3 милиона, што га чини једанаестим најтиражнијим часописом у Сједињеним Државама и другим најтиражнијим недељником иза часопис . У јулу 2017, његов тираж је био 3.028.013; ово је смањено на 2 милиона до краја 2017. Штампано издање има 1,6 милиона читалаца, од којих 1 милион има седиште у Сједињеним Државама.

## Историја
Од свог дебија у Њујорку 3. марта 1923. године, часопис Тајм су први пут објавили Бритон Хаден и Хенри Лус са седиштем у Њујорку, што га чини првим недељним новинским часописом у Сједињеним Државама. Њих двојица су раније радили заједно као председавајући и управни уредник Јејл Дејли Њуза. Прво су назвали предложени часопис Facts. Они су желели су да нагласе сажетост, како би је заузети човек могао да прочита магазин за сат времена. Затим су променили име у Тајм и користили слоган „Узмите Тајм - Он је сажет”. Хаден је сматран безбрижним и волео је да задиркује Луса. Он је имао визију Тајма као важног, али и забавнон штива, што је узроковано интензивним извештавањем о славним личностима и политичарима, забавној индустрији и поп култури, те је бивао и критикован као превише лаган за озбиљне вести.
Часопис је имао за циљ да саопштава вести кроз људе, а током више деценија до краја шездесетих, насловница часописа је приказивала једну особу. У новије време, Тајм је инкорпорирао издања „Људи године“ која су током година постајала све популарнија. Прво издање часописа Тајме објављено је 3. марта 1923. године, а на насловници је приказан Џозеф Г. Канон, пензионисани председавајући Представничког дома; прештампано издање бр. 1, укључујући све чланке и огласе садржане у оригиналу, укључено је са копијама броја од 28. фебруара 1938. године у знак сећања на 15. годишњицу часописа. Покривна цена је била 15 ¢ (еквивалентно 2,21 УСД у 2018). Након Хаденове смрти 1929, Лус је постао доминантни човек у Тајму и главна личност у историји овог медија 20. века. Према књизи Time Inc.: The Intimate History of a Publishing Enterprise 1972–2004 аутора Роберта Елсона, „Рој Едвард Ларсен ... је обављао улогу која је била подређена само Лусу у развоју Time Inc“. У својој књизи, The March of Time, 1935–1951, Рејмонд Филдинг је такође приметио да је Ларсен „првобитно био управник тиража, а затим и генерални директор Тајма, касније издавач Лајфа, дуго година председник Time Inc, а у дугој историји корпорације најутицајнија и најважнија фигура после Луса“.
Године 1987, Џејсон Макманус је наследио Хенрија Грунвалда на месту главног уредника, и надгледао транзицију пре него што га је 1995. наследио Норман Перлстајн. Године 1989, када су се Тајм Инк. и Варнер комуникације спојили, Тајм је постао део Тајм Варнера, заједно са Варнер Бросом. Године 2000, Тајм је постао део АОЛ Тајм Варнера, који је 2003. године вратио име Тајм Варнер.
У 2007. години, Тајм је прешао са претплате/испоруке на киоску понедељком на распоред по којем часопис излази у продају петком, а доставља се претплатницима у суботу. Часопис је излазио петком када је почео са радом 1923. Почетком 2007. године, први број је одложен отприлике недељу дана због „уредничких промена“, укључујући отпуштање 49 запослених.
У 2009, Тајм је објавио увођење магазина Мајн, персонализованог штампаног магазина који комбинује садржај из низа Тајм Варнерових публикација на основу преференција читалаца. Нови часопис је наишао на лош пријем, уз критике да је његов фокус превише широк да би био истински персоналан. Часопис има онлајн архиву са неформатираним текстом за сваки објављени чланак. Чланци су индексирани и конвертовани су из скенираних слика коришћењем технологије оптичког препознавања карактера. Мање грешке у тексту су остаци конверзије у дигитални формат.
У јануару 2013, Тајм Инк. је најавио да ће затворити скоро 500 радних места – отприлике 6% од својих 8.000 запослених широм света. Иако је часопис Тајм задржао високу продају, његове огласне странице су значајно смањене. Такође у јануару 2013. године, Тајм Инк. именовао је Марту Нелсон за прву жену главног уредника свог одељења за часописе. У септембру 2013. године, Ненси Гибс је именована за прву жену главног уредника часописа Тајм.
У новембру 2017, Мередит корпорација је објавила аквизицију Тајм Инк. уз подршку фирме Коч Еквити Девелопмент. У марту 2018, само шест недеља након затварања продаје, Мередит је најавила да ће истражити продају Тајма и сестринских часописа Форчун, Мани и Спортс Илустрејтед, пошто се они нису усагласили са животним стилом брендова компаније.
Године 2017, уредница и новинарка Катрин Мајер, која је такође основала Странку равноправности жена у Великој Британији, тужила је Тајм преко адвоката Ен Оливариус за дискриминацију по полу и старости. Тужба је решена 2018. године.
У октобру 2018, Мередит корпорација је продала Тајм Марку Бениофу и његовој супрузи Лин за 190 милиона долара. Иако је Бениоф председник и коизвршни директор Salesforce.com, Тајм је требало да остане одвојен од те компаније и Бениоф не би био укључен у дневне операције часописа.
Крајем априла 2023. године, Тајм је најавио елиминацију пејвола на веб локацији од 1. јуна 2023. године.

### Тајм Канада
Од 1942. до 1979. године, Тајм је имао канадско издање које је укључивало уметак од пет страница локално произведеног садржаја, као и повремене канадске насловнице. После промена у пореском статусу канадских издања америчких часописа, Тајм је затворио канадске бирое, осим Отаве, и објавиљивао идентичан садржај као и издање у САД, али уз канадско оглашавање. У децембру 2008, Тајм је прекинуо објављивање канадског издања.